# Drummoyne Devils Water Polo Club
Drummoyne Devils Water Polo Club é um clube de polo aquático australiano da cidade de Drummoyne.

## História
Drummoyne Devils compete na Australian National Water Polo League. 

## Títulos
- Australian National Water Polo League
  - Vice: 2009 e 2010